# YPbPr

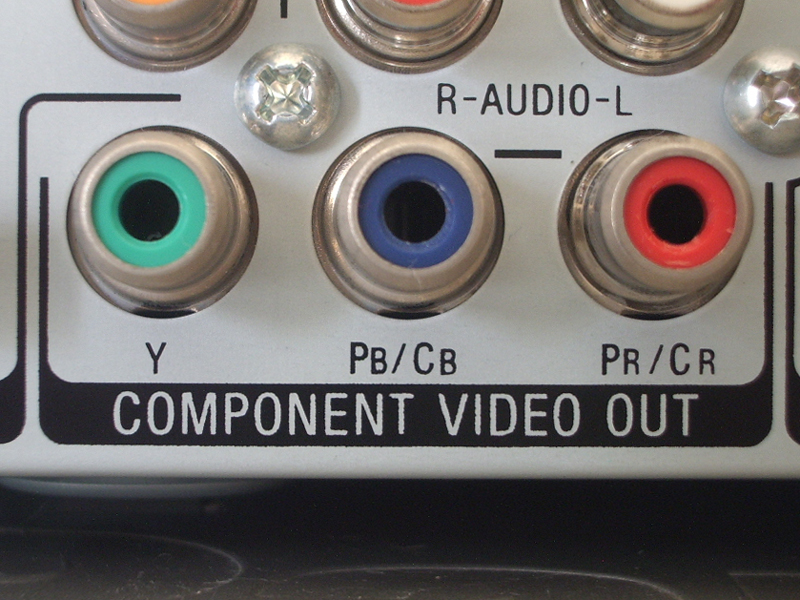
Anslutning för YPbPr.

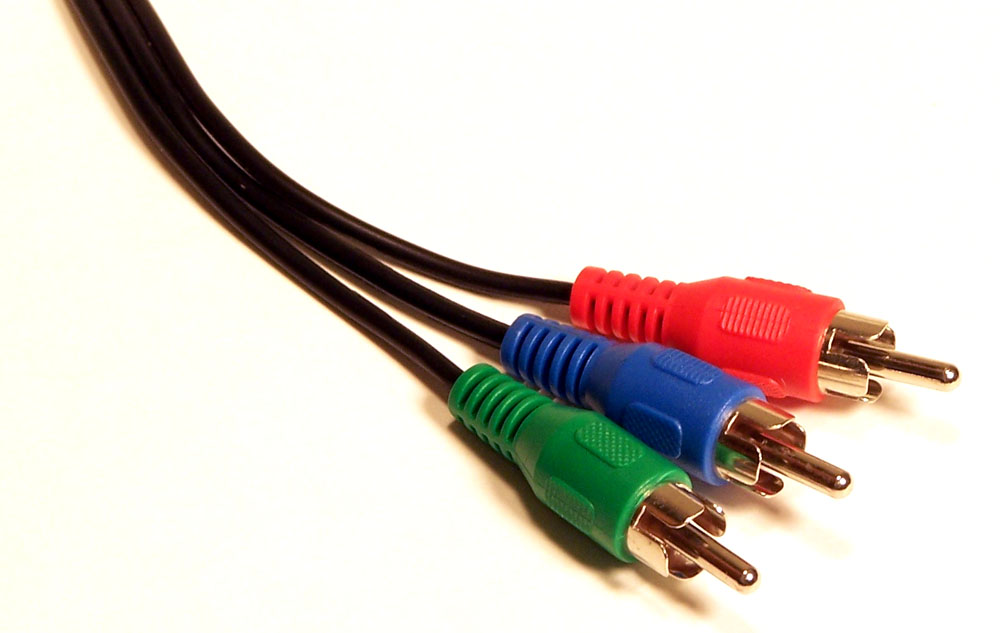
RCA-kontakter som används för YPbPr. Grön kontakt för Y, blå kontakt för Pb och röd kontakt för Pr. Notera att även BNC-kontakter är vanliga.

YPbPr är en videosignal som innehåller luminans och krominans. Krominansen bestäms av de två färgdifferenssignalerna R-Y och B-Y i videosignalen. Ur dessa tre signaler: Y, R-Y och B-Y, vilka före utsändning sammansätts till en komplett färgsignal, kan R, G, B återskapas i färgmottagaren.
De tre ledarna för YPbPr är:
- Y som bär luminans och synksignal.
- Pb som bär skillnaden mellan Blå krominans och luminans (B - Y).
- Pr som bär skillnaden mellan Röd krominans och luminans (R - Y).

Denna videosignal används ofta när man vill överföra högkvalitativt innehåll till exempelvis en TV. Signalen kan jämföras med VGA-signalen som ofta används i datorsammanhang. YPbPr finns det ofta stöd för i HDTV-apparater. Signalkällor som nyttjar tekniken är till exempel vissa DVD-spelare, HD-boxar och TV-spel.